# Ptychosperma elegans
Ptychosperma elegans là loài thực vật có hoa thuộc họ Arecaceae. Loài này được (R.Br.) Blume miêu tả khoa học đầu tiên năm 1843.

## Hình ảnh

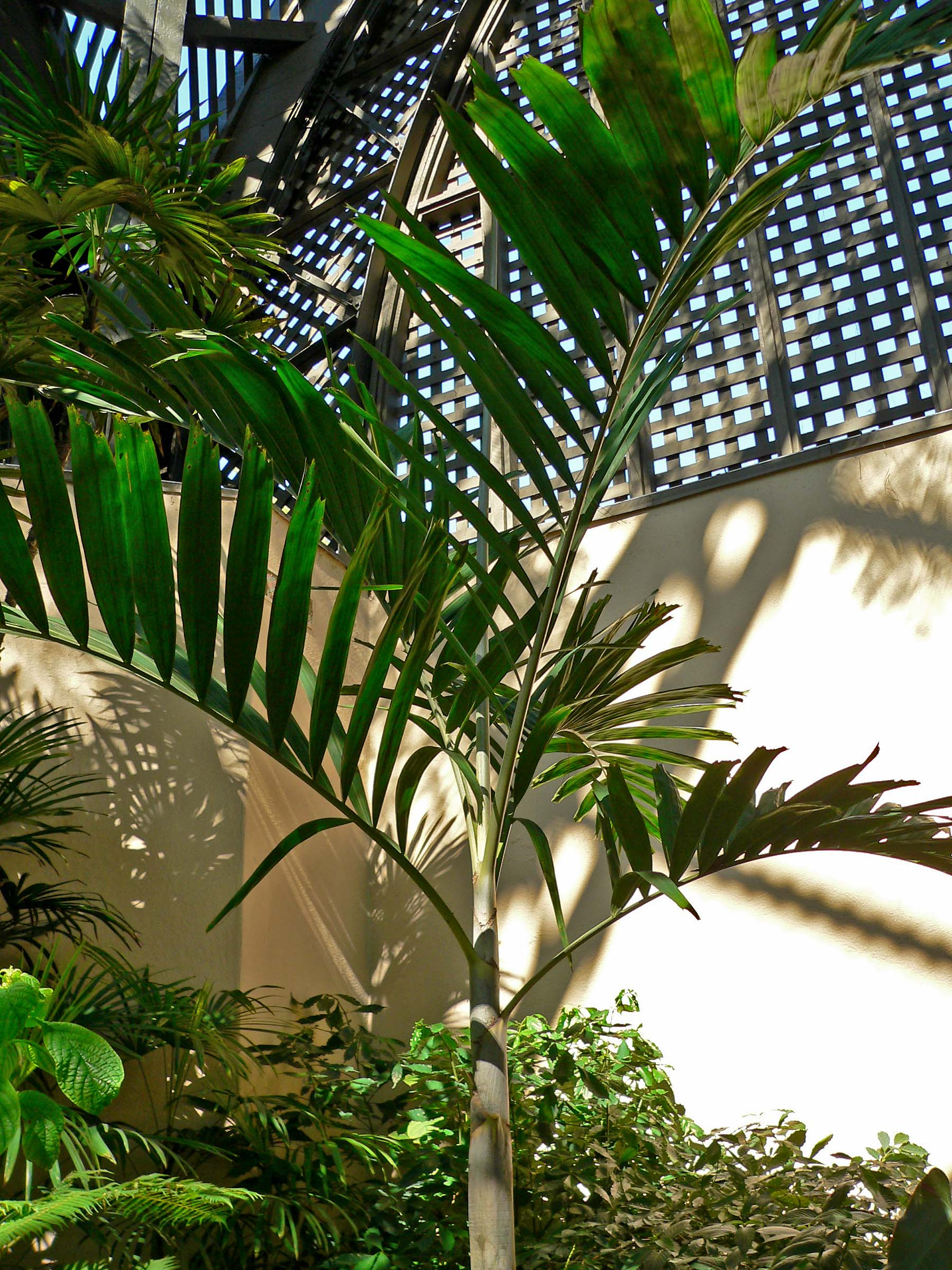
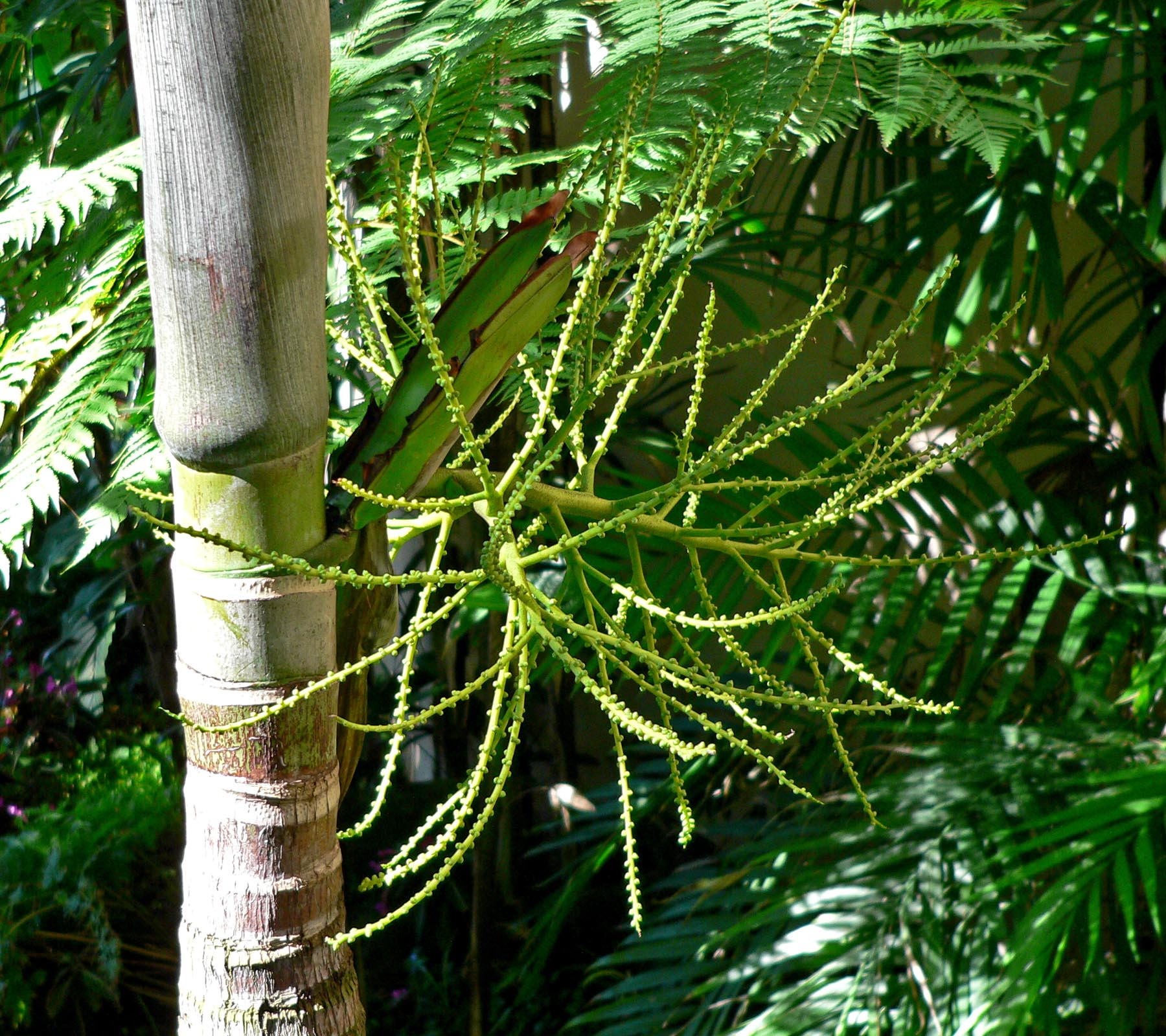